# Nandi (hrabstwo)
Nandi – hrabstwo w Kenii. Jego stolicą i największym miastem jest Kapsabet. Liczy 885,7 tys. mieszkańców na obszarze 2856 km². Nazwa hrabstwa pochodzi od grupy etnicznej Nandi, która stanowi większość populacji i jest podgrupą ludów Kalendżin. Obszar hrabstwa w dużej części pokrywają malownicze Wzgórza Nandi, gdzie znajdują się ogromne plantacje herbaty. 
Nandi graniczy z hrabstwami: Baringo na wschodzie, Vihiga i Kakamega na zachodzie, Uasin Gishu na północy, Kisumu na południu i z Kericho na południowym wschodzie.

## Rolnictwo
Chłodny mokry klimat, uzupełniony o bogate gleby wulkaniczne, sprawia, że Nandi jest bardzo dobrym miejscem do uprawy herbaty, kukurydzy i trzciny cukrowej. Tym samym rolnictwo jest główną działalnością gospodarczą w hrabstwie. Znajdują się tutaj duże plantacje herbaty, szczególnie na obszarach Kobujoi-Chekumia i Nandi Hills. 
Głównym źródłem dochodów wśród mieszkańców jest także hodowla zwierząt mlecznych. Produkowane mleko jest sprzedawane głównie do Kabiyet Dairies, KCC i Buzeki Dairies. Nandi ma także ogromny potencjał rozwoju turystyki sportowej dzięki swojemu powiązaniu z międzynarodowymi sportowcami - z których wielu trenuje w hrabstwie.

## Religia
Struktura religijna w 2019 roku wg Spisu Powszechnego:
- protestantyzm – 62,8%
- katolicyzm – 24,5%
- niezależne kościoły afrykańskie – 5,6%
- pozostali chrześcijanie – 2,5%
- prawosławni – 1,7%
- brak religii – 1,1%
- islam – 0,65%
- pozostali – 1,1%.

## Podział administracyjny
Hrabstwo Nandi składa się z sześciu okręgów:
- Mosop,
- Emgwen,
- Chesumei,
- Nandi Hills,
- Aldai i
- Tinderet.

## Znane osoby
- Kipchoge Keino (ur. 1940) – biegacz długodystansowy, dwukrotny mistrz olimpijski
- Henry Rono (ur. 1952) – biegacz długodystansowy, 5-krotny rekordzista świata
- Eliud Kipchoge (ur. 1984) – biegacz długodystansowy, trzykrotny medalista olimpijski
- Pamela Jelimo (ur. 1989) – mistrzyni olimpijska z Pekinu w biegu na 800 metrów
- Janeth Jepkosgei Busienei (ur. 1983) – wicemistrzyni olimpijska z Pekinu, mistrzyni świata z Osaki w biegu na 800 metrów
- Moses Tanui (ur. 1965) – biegacz długodystansowy, złoty medalista mistrzostw świata
- Julius Yego (ur. 1989) – mistrz świata z 2015 z Pekinu oraz wicemistrz olimpijski z 2016 z Rio de Janeiro w rzucie oszczepem
- Conseslus Kipruto (ur. 1994) – mistrz świata i mistrz olimpijski w biegu na 3000 m z przeszkodami
- Bernard Lagat (ur. 1974) – dwukrotny medalista olimpijski w biegu na 1500 metrów i 5-krotny medalista mistrzostw świata